# Primera División 2017-2018 (calcio a 5)
La Primera División 2017-2018 è stata la 29ª edizione che assegnasse il titolo di campione di Spagna. La stagione è iniziata il 15 settembre 2017 e si è conclusa il 28 aprile 2018, prolungandosi fino al 19 giugno con la disputa dei play-off. A parità di punteggio fra due o più squadre, la graduatoria finale è determinata in base alla classifica avulsa (stesso parametro valevole anche al termine del girone d'andata, per definire le otto formazioni qualificate alla Coppa Italia). I criteri imposti sono: punti ottenuti negli scontri diretti, differenza reti negli scontri diretti, differenza reti generale, reti realizzate in generale, sorteggio. Rimasta immutata la formula dei play-off (le prime otto classificate accedono direttamente agli spareggi-scudetto) e scenderanno in Segunda División due squadre. La società campione di Spagna otterrà il diritto di partecipare alla UEFA Futsal Champions League 2018-2019 assieme alla seconda classificata.

## Stagione regolare

### Classifica
|  | Pos. | Squadra        | Pt | G  | V  | N | P  | GF  | GS  | DR   |
|  | ---- | -------------- | -- | -- | -- | - | -- | --- | --- | ---- |
|  | 1.   | Inter          | 71 | 30 | 22 | 5 | 3  | 137 | 64  | 73   |
|  | 2.   | Barcellona     | 70 | 30 | 22 | 4 | 4  | 149 | 66  | 83   |
|  | 3.   | ElPozo Murcia  | 68 | 30 | 21 | 5 | 4  | 131 | 70  | 61   |
|  | 4.   | Jaén           | 64 | 30 | 20 | 4 | 6  | 119 | 69  | 50   |
|  | 5.   | Xota           | 62 | 30 | 19 | 5 | 6  | 123 | 88  | 35   |
|  | 6.   | Palma          | 46 | 30 | 13 | 7 | 10 | 94  | 77  | 17   |
|  | 7.   | S10 Saragozza  | 45 | 30 | 13 | 6 | 11 | 96  | 110 | -14  |
|  | 8.   | Ribera Navarra | 40 | 30 | 11 | 7 | 12 | 80  | 91  | -11  |
|  | 9.   | Cartagena      | 39 | 30 | 11 | 6 | 13 | 107 | 111 | -4   |
|  | 10.  | Levante        | 31 | 30 | 8  | 7 | 15 | 104 | 111 | -7   |
|  | 10.  | Segovia        | 31 | 30 | 8  | 7 | 15 | 94  | 142 | -48  |
|  | 12.  | SC García      | 29 | 30 | 8  | 5 | 17 | 90  | 108 | -18  |
|  | 13.  | Peñíscola      | 26 | 30 | 6  | 8 | 16 | 67  | 92  | -25  |
|  | 14.  | O Parrulo      | 24 | 30 | 6  | 6 | 18 | 80  | 116 | -36  |
|  | 15.  | Santiago       | 19 | 30 | 4  | 7 | 19 | 84  | 121 | -37  |
|  | 16.  | Gáldar         | 10 | 30 | 3  | 1 | 26 | 66  | 185 | -119 |

### Verdetti finali
- Inter campione di Spagna 2017-2018.
- Inter e Barcellona qualificati alla UEFA Futsal Champions League 2018-2019.
- Gáldar e Santiago retrocessi in Segunda División.

## Play-off
I play-off valevoli per il titolo nazionale si sono svolti tra l'11 maggio e il 19 giugno 2018. Il regolamento prevede che i quarti di finale e le semifinali si giochino al meglio delle tre gare mentre la finale al meglio delle cinque.

### Tabellone
|  | Quarti di finale | Quarti di finale | Quarti di finale | Quarti di finale | Quarti di finale |   |       | Semifinali | Semifinali | Semifinali | Semifinali | Semifinali |  |  | Finale | Finale | Finale | Finale | Finale | Finale | Finale |
|  |                  |                  |                  |                  |                  |   |       |            |            |            |            |            |  |  |        |        |        |        |        |        |        |
|  | 8                | Ribera Navarra   | 2                | 2                | –                |   |       |            |            |            |            |            |  |  |        |        |        |        |        |        |        |
|  | 1                | Inter            | 4                | 3                | –                |   |       |            |            |            |            |            |  |  |        |        |        |        |        |        |        |
|  | 1                | Inter            | 4                | 3                | –                |   | 1     | Inter      | 6          | 5          | –          |            |  |  |        |        |        |        |        |        |        |
|  |                  |                  |                  |                  |                  |   | 1     | Inter      | 6          | 5          | –          |            |  |  |        |        |        |        |        |        |        |
|  |                  | 4                | Jaén             | 1                | 3                | – |       |            |            |            |            |            |  |  |        |        |        |        |        |        |        |
|  | 5                | 4                | Jaén             | 1                | 3                | – | Xota  | 4          | 3          | 1          |            |            |  |  |        |        |        |        |        |        |        |
|  | 5                |                  |                  |                  |                  |   | Xota  | 4          | 3          | 1          |            |            |  |  |        |        |        |        |        |        |        |
|  | 4                | Jaén             | 2                | 6                | 2                |   |       |            |            |            |            |            |  |  |        |        |        |        |        |        |        |
|  |                  |                  |                  |                  |                  |   |       |            |            |            |            |            |  |  | 1      | Inter  | 4      | 4      | 2      | 3(1)   | 1(3)   |
|  |                  |                  | 2                | Barcellona       | 2                | 2 | 3     | 3(3)       | 1(1)       |            |            |            |  |  |        |        |        |        |        |        |        |
|  | 7                | S10 Saragozza    | 1                | 1                | –                |   |       |            |            |            |            |            |  |  |        |        |        |        |        |        |        |
|  | 2                | Barcellona       | 4                | 4                | –                |   |       |            |            |            |            |            |  |  |        |        |        |        |        |        |        |
|  | 2                | Barcellona       | 4                | 4                | –                |   | 2     | Barcellona | 3          | 4          | –          |            |  |  |        |        |        |        |        |        |        |
|  |                  |                  |                  |                  |                  |   | 2     | Barcellona | 3          | 4          | –          |            |  |  |        |        |        |        |        |        |        |
|  |                  | 3                | ElPozo Murcia    | 2                | 2                | – |       |            |            |            |            |            |  |  |        |        |        |        |        |        |        |
|  | 6                | 3                | ElPozo Murcia    | 2                | 2                | – | Palma | 3          | 2          | –          |            |            |  |  |        |        |        |        |        |        |        |
|  | 6                |                  |                  |                  |                  |   | Palma | 3          | 2          | –          |            |            |  |  |        |        |        |        |        |        |        |
|  | 3                | ElPozo Murcia    | 4                | 3                | –                |   |       |            |            |            |            |            |  |  |        |        |        |        |        |        |        |

### Quarti di finale

#### Gara 1
| Arbitri: | Alberto Centeno Bono Jordi Centeno Bono |

|                                        |           |                         |
| E. Martel 6’ Usín 13’, 39’ Saldise 26’ | Marcatori | 4’ Burrito 19’ Carlitos |

| Arbitri: | Cordero Gallardo Linares Lopez |

|                                       |           |                                         |
| Paradynski 2’ Fávero 28’ Joselito 36’ | Marcatori | 8’ Miguelín 24’ Xuxa 31’ Yepes 40’ Pito |

| Arbitri: | Munez Carpintero Redondo Arenales |

|            |           |                                         |
| Felipe 16’ | Marcatori | 14’, 23’ Ferrão 36’ Lozano 38’ Joselito |

| Arbitri: | Donas Salvador Moreno Millán |

|                       |           |                                         |
| Lemos 5’ D. García 8’ | Marcatori | 21’ Elisandro 35’ Ortiz 35’, 40’ Gadeia |

#### Gara 2
| Arbitri: | Rodrigo Miguel Sánchez Molina |

|                                                     |           |            |
| A. Fernández 12’ Rivillos 20’ Ferrão 36’ Lozano 40’ | Marcatori | 27’ Ortego |

| Arbitri: | Fortes Pardo Martínez Flores |

|                                                         |           |                                  |
| Maurício 15’, 28’ Burrito 20’, 35’ Boyis 23’ Campoy 25’ | Marcatori | 1’ Bynho 28’ E. Martel 38’ Araça |

| Arbitri: | Díaz Rodríguez García Hernández |

|                                  |           |                          |
| Gadeia 3’ Elisandro 12’ Bebe 21’ | Marcatori | 8’ Lemos 33’ S. González |

| Arbitri: | Cuesta Sanchez Peña Gomez |

|                     |           |                   |
| Yepes 15’, 20’, 28’ | Marcatori | 33’, 35’ Joselito |

#### Gara 3
| Arbitri: | Alonso Montesinos Santander Flamarique |

|                          |           |           |
| Maurício 6’ Carlitos 40’ | Marcatori | 18’ Araça |

### Semifinali

#### Gara 1
| Arbitri: | Rodrigo Miguel Sánchez Molina |

|                                                          |           |              |
| Ortiz 5’, 38’ Taffy 9’, 11’ Elisandro 28’ Ricardinho 40’ | Marcatori | 20’ Carlitos |

| Arbitri: | Felipe Madorrán Urdanoz Apezteguia |

|                               |           |                          |
| Esquerdinha 5’ Ferrão 8’, 15’ | Marcatori | 9’ Drasler 15’ Marinović |

#### Gara 2
| Arbitri: | Donas Salvador Moreno Millán |

|                                     |           |                                                  |
| Chino 31’ Bingyoba 32’ Carlitos 39’ | Marcatori | 9’ Elisandro 33’, 34’ B. Díaz 38’ Ortiz 40’ Pola |

| Arbitri: | Delgado Sastre Rabadán Sáinz |

|                       |           |                                                   |
| Piqueras 19’ Pito 40’ | Marcatori | 1’ Aicardo 8’ Esquerdinha 15’ Rivillos 31’ Lozano |

### Finale

#### Gara 1
| Arbitri: | Felipe Madorrán Urdanoz Apezteguia |

|                                          |           |                        |
| Gadeia 2’ B. Díaz 17’ Ortiz 44’ Pola 46’ | Marcatori | 32’ Santana 38’ Lozano |

#### Gara 2
| Arbitri: | Delgado Sastre Rabadán Sáinz |

|                                                       |           |                            |
| Gadeia 20’ Aicardo 34’ (aut.) Ricardinho 38’ Pola 39’ | Marcatori | 19’ Ferrão 40’ Esquerdinha |

#### Gara 3
| Arbitri: | Cordero Gallardo Linares Lopez |

|                                       |           |                        |
| Lozano 3’ Esquerdinha 5’ Rivillos 35’ | Marcatori | 17’ Shiraishi 37’ Bebe |

#### Gara 4
| Arbitri: | Rodrigo Miguel Sánchez Molina |

|                           |                      |                         |
| Dyego 19’, 40’ Lozano 36’ | Marcatori            | 4’, 38’ Gadeia 40’ Rato |
| Esquerdinha Lozano Dyego  | Tiri di rigore 3 – 1 | Ortiz Ricardinho        |

#### Gara 5
| Arbitri: | Delgado Sastre Rabadán Sáinz |

|                     |                      |              |
| Elisandro 36’       | Marcatori            | 10’ Dyego    |
| B. Díaz Pola Gadeia | Tiri di rigore 3 – 1 | Dyego Lozano |

## Supercoppa di Spagna
La ventottesima edizione della competizione ha opposto l'Inter, vincitore sia del campionato che della Coppa di Spagna, all'ElPozo Murcia, finalista di Coppa.

### Andata
| Arbitri: | Juan Cerda Martínez García |

|                             |           |                                                               |
| Alcántara 11’ A. García 28’ | Marcatori | 9’ Elisandro 23’ Shiraishi 37’ Gadeia 38’ Ricardinho 39’ Pola |

### Ritorno
| Arbitri: | Delgado Sastre Rabadán Sáinz |

|                                                          |           |                      |
| Ricardinho 12’, 22’ B. Díaz 26’ Solano 32’ Elisandro 33’ | Marcatori | 1’ Marinović 22’ Gil |